# 斯盧尼契察河
45°07′16″N 15°35′10″E / 45.1211°N 15.5861°E

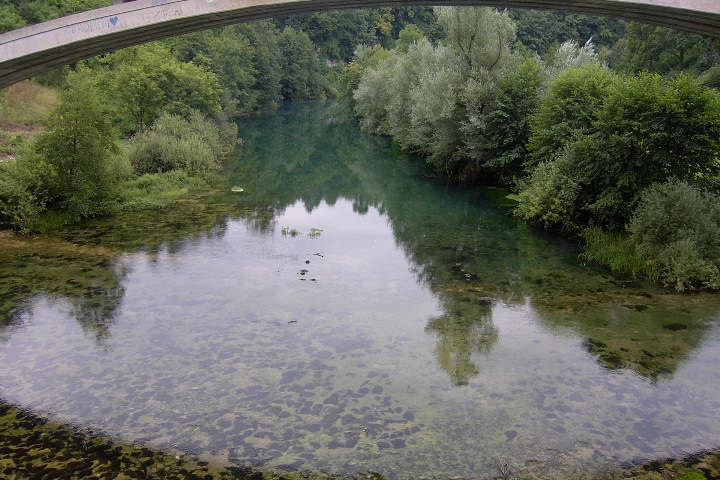

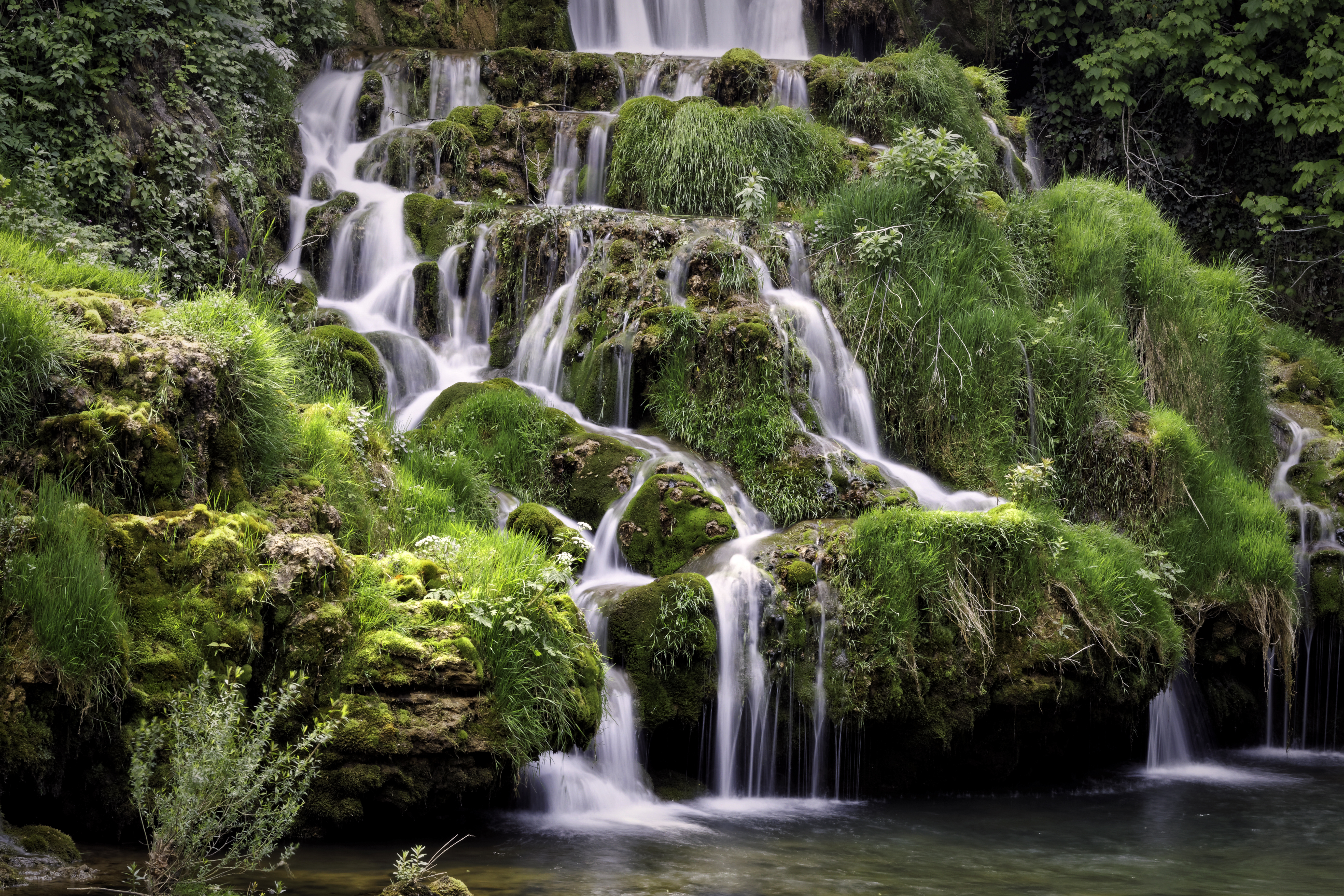

斯盧尼契察河是克羅地亞的河流，位於該國中部，流經科爾敦，由於部分河道處於地下，河水的溫度在夏季也相當清涼，附近城鎮將其用作飲用水。